# Internationale Deutsche Motorradmeisterschaft
L'Internationale Deutsche Motorradmeisterschaft, semplicemente noto con l'acronimo di IDM, è il massimo campionato motociclistico nazionale tedesco che si disputa su percorsi con superficie asfaltata.

## Storia

### Prima della seconda guerra mondiale
Il primo campionato motociclistico tedesco si tenne nel 1924.  In quella stagione e nella successiva ADAC e  DMV organizzarono campionati separati. Nel 1924 l'ADAC stabilì i campioni tedeschi in una sola gara a Schleizer nelle classi fino a 175, fino a 250, fino a 350, fino a 500 e oltre 500 cc.

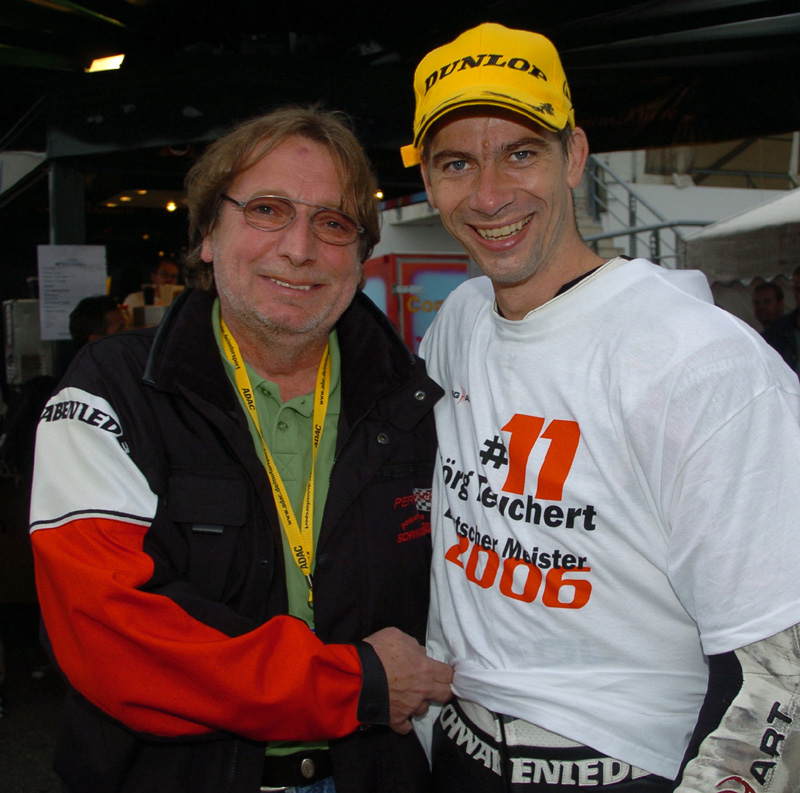
Jörg Teuchert, campione mondiale Supersport e quattro volte campione tedesco.

I titoli sono andati a Hans Letnar (Cockerell, 175 cm³), Reinhard von Koenig-Fachsenfeld (Cotton, 250 cm³), Erich Pätzold (Imperia, 350 cm³), Franz Bieber (BMW, 500 cm³) e Toni Bauhofer (Megola, oltre 500 cm³). 
Dal 1926 in poi venne assegnato un solo titolo iridato in un massimo di sei diverse classi di cilindrata, tra 175 e 1000 cm³. Piloti come Ewald Kluge, Walfried Winkler, Arthur Geiss, Heiner Fleischmann, Hermann Paul Müller, Wiggerl Kraus, Schorsch Meier, Karl Gall ed Ernst Jakob Henne, che erano anche tra i migliori a livello internazionale e nei Gran Premi del Campionato Europeo di Motociclismo, partecipavano stabilmente alla serie nazionale; portandola ad essere una delle più importanti dell’epoca.

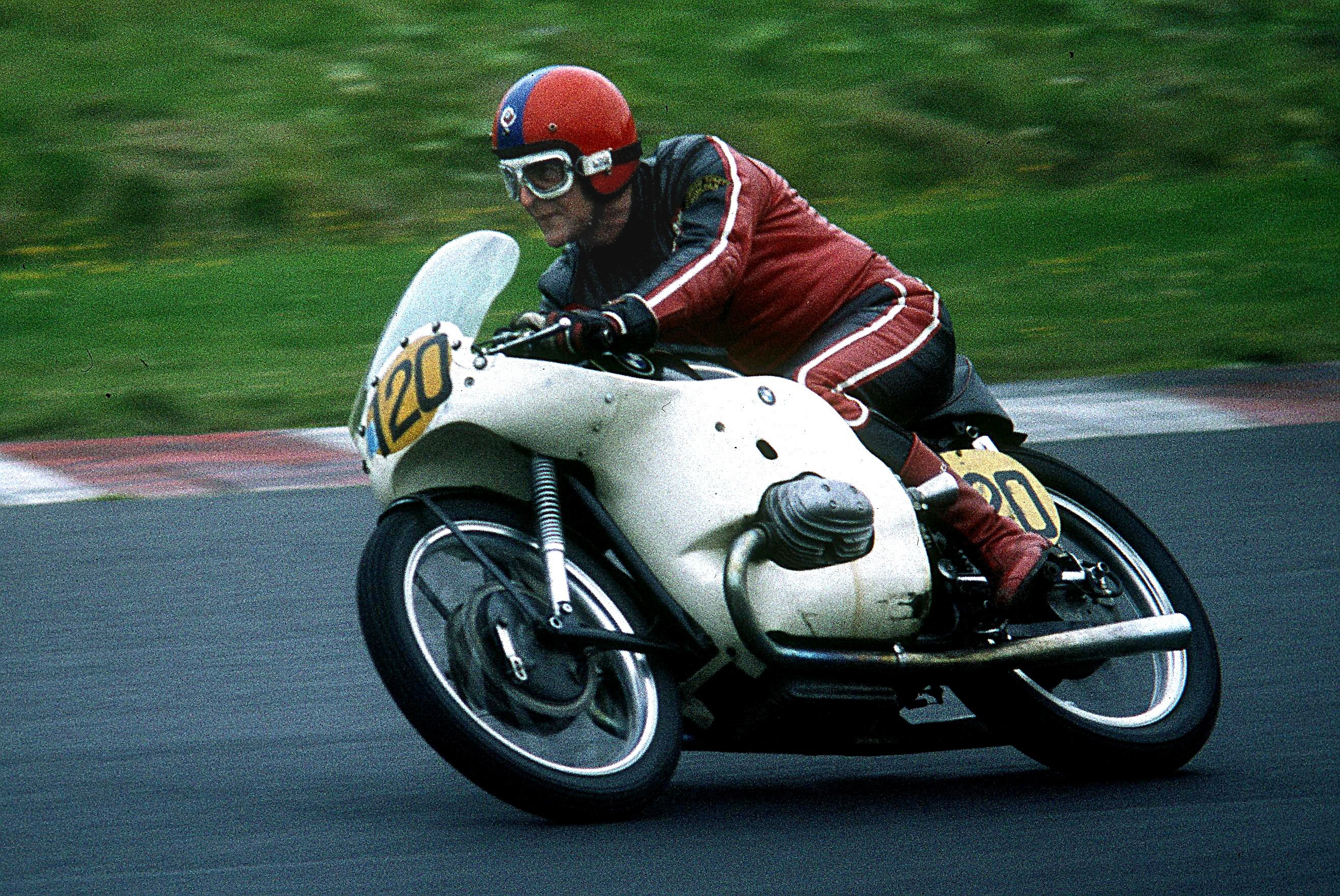
Walter Zeller, tre volte campione nazionale.

Le gare di campionato attiravano ogni anno centinaia di migliaia di spettatori. Tra le gare più famose figurano ad esempio la corsa del Sachsenring, la corsa dell'Eifel al Nürburgring, la corsa aull'AVUS di Berlino, Hockenheimring, e molte altre. I produttori di maggior successo del periodo prebellico furono Zschopauer DKW-Werke, (vincente nelle classi piccole),  NSU e  BMW nelle cilindrate maggiori.

### Periodo postbellico
Dopo la seconda guerra mondiale, si tornò a disputare il campionato tedesco nel 1947. Da allora, fino al 1950 compreso, si disputò un campionato tutto tedesco, anche se la Germania era già divisa. Nel 1950 la DDR organizzò per la prima volta un proprio campionato motociclistico e dal 1951 in poi si disputarono gare separate.
Dal 1962 al 1987 i titoli furono assegnati in cinque diverse classi di cilindrata, tra 50 e 500 cm³. Tra i piloti di maggior successo dell'epoca figurano Hans Georg Anscheidt, Dieter Braun e Toni Mang, che vinsero anche numerosi titoli nel campionato del mondo. La classe Superbike venne disputata per la prima volta nel 1983, e negli anni successivi i prototipi a due tempi furono abbandonati in favore delle classi sportive di serie, più economiche. La classe 500cc si è disputata per l'ultima volta nel 1999, mentre la Classe 250 ha visto la sua ultima edizione nel 2002. Fino alla stagione 2012 compresa, le gare si sono svolte nelle Classi 125, Moto3 (dal 2012), Supersport, Superbike e Sidecar. Le gare sono aperte a piloti internazionali e si sono svolte sotto il nome di Campionato motociclistico internazionale tedesco. Dall'inizio della stagione 2017, il gruppo di lavoro del motorsport è entrato a far parte dell'Associazione dell'industria motociclistica tedesca come nuovo promotore del Campionato internazionale motociclistico tedesco (IDM).

## Albo d'Oro
Dove non indicata la nazionalità si intende pilota tedesco.

### Moto da Competizione

#### 1924-1925 (Allgemeine Deutschen Automobil-Club) (ADAC)
| Anno | 175 cm³                          | 250 cm³                                  | 350 cm³                          | 500 cm³                          | oltre 500 cm³                    |
| ---- | -------------------------------- | ---------------------------------------- | -------------------------------- | -------------------------------- | -------------------------------- |
| 1924 | Hans Letnar (Cockerell)          | Reinhard von Koenig-Fachsenfeld (Cotton) | Erich Pätzold (Imperia)          | Franz Bieber (BMW)               | Toni Bauhofer (Megola)           |
| 1925 | Arthur Lohse (350 cm³ Schüttoff) | Arthur Lohse (350 cm³ Schüttoff)         | Arthur Lohse (350 cm³ Schüttoff) | Arthur Lohse (350 cm³ Schüttoff) | Arthur Lohse (350 cm³ Schüttoff) |

#### 1924-1925 (Deutscher Motorsport Verband) (DMV)
| Anno | 175 cm³             | 250 cm³                    | 350 cm³                  | 500 cm³                    | 750 cm³                 | 1000 cm³                         |
| ---- | ------------------- | -------------------------- | ------------------------ | -------------------------- | ----------------------- | -------------------------------- |
| 1924 |                     | Jakob Weißmantel (Zündapp) | Herbert Ernst (AJS)      | Albert Schuster (Wanderer) |                         |                                  |
| 1925 | Hermann Weber (DKW) | Josef Stelzer (BMW)        | Arthur Lohse (Schüttoff) | [ 5 ]                      | Erich Pätzold (Imperia) | Ernst Ißlinger (Harley-Davidson) |

#### 1926-1939
| Anno | 175 cm³             | 250 cm³                                              | 350 cm³                        | 500 cm³                   | 750 cm³                 | 1000 cm³                        |
| ---- | ------------------- | ---------------------------------------------------- | ------------------------------ | ------------------------- | ----------------------- | ------------------------------- |
| 1926 | Arthur Müller (DKW) | Arthur Geiss (DKW)                                   | Arthur Lohse (Schüttoff)       | Ernst Jakob Henne (BMW)   |                         | Paul Rüttchen (Harley-Davidson) |
| 1927 | Hans Sprung (DKW)   | Walfried Winkler (DKW)                               | Herbert Ernst (AJS)            | Hans Soenius (BMW)        | Ernst Jakob Henne (BMW) | Paul Rüttchen (Harley-Davidson) |
| Anno | 175 cm³             | 250 cm³                                              | 350 cm³                        | 500 cm³                   | Superiore a 500 cm³     | Superiore a 500 cm³             |
| 1928 | Arthur Geiss (DKW)  | Walfried Winkler (DKW)                               | Erich Pätzold (Sunbeam)        | Hans Soenius (BMW)        | Toni Bauhofer (BMW)     | Toni Bauhofer (BMW)             |
| 1929 |                     | Kurt Friedrich (DKW)                                 | Max Kiemel (UT)                | Hans Soenius (BMW)        | Josef Stelzer (BMW)     | Josef Stelzer (BMW)             |
| 1930 |                     | Arthur Geiss (DKW)                                   | Arthur Hiller (Imperia-Python) | Toni Bauhofer (DKW)       | Fritz Wiese (BMW)       | Fritz Wiese (BMW)               |
| 1931 |                     | Arthur Geiss (DKW) e Hans Kahrmann (Hercules-J.A.P.) | Ernst Loof (Imperia)           | Werner Huth (NSU)         | Ralph Roese (BMW)       | Ralph Roese (BMW)               |
| 1932 |                     | Hans Kahrmann (Hercules-J.A.P.)                      | Ernst Loof (Imperia)           | Toni Bauhofer (DKW)       | Ralph Roese (BMW)       | Ralph Roese (BMW)               |
| 1933 |                     | Arthur Geiss (DKW)                                   | Hans Richnow (Rudge)           | Otto Ley (Norton)         | Paul Rüttchen (NSU)     | Paul Rüttchen (NSU)             |
| 1934 |                     | Walfried Winkler (DKW)                               | Ernst Loof (Imperia)           | Otto Ley (DKW)            | Hans Soenius (NSU)      | Hans Soenius (NSU)              |
| 1935 |                     | Arthur Geiss (DKW)                                   | Oskar Steinbach (NSU)          | Oskar Steinbach (NSU)     |                         |                                 |
| 1936 |                     | Ewald Kluge (DKW)                                    | Heiner Fleischmann (NSU)       | Hermann Paul Müller (DKW) |                         |                                 |
| 1937 |                     | Ewald Kluge (DKW)                                    | Heiner Fleischmann (NSU)       | Karl Gall (BMW)           |                         |                                 |
| 1938 |                     | Ewald Kluge (DKW)                                    | Walfried Winkler (DKW)         | Georg Meier (BMW)         |                         |                                 |
| 1939 |                     | Ewald Kluge (DKW)                                    | Heiner Fleischmann (DKW)       | Wiggerl Kraus (BMW)       |                         |                                 |

#### 1947-1961
| Anno | 125 cm³                       | 250 cm³                          | 350 cm³                   | 500 cm³                 |
| ---- | ----------------------------- | -------------------------------- | ------------------------- | ----------------------- |
| 1947 | Carl Döring (DKW)             | Hermann Paul Müller (DKW)        | Willy Jäger (Norton)      | Georg Meier (BMW)       |
| 1948 | Carl Döring (DKW)             | Hermann Paul Müller (DKW)        | Wilhelm Herz (NSU)        | Georg Meier (BMW)       |
| 1949 | Carl Döring (DKW)             | Friedel Schön (Bücker-J.A.P.)    | Siegfried Wünsche (DKW)   | Georg Meier (BMW)       |
| 1950 | Hermann Paul Müller (DKW)     | Hermann Gablenz (Parilla)        | Heiner Fleischmann (NSU)  | Georg Meier (BMW)       |
| 1951 | Hermann Paul Müller (Mondial) | Hein Thorn Prikker (Moto Guzzi)  | Roland Schnell (Parilla)  | Walter Zeller (BMW)     |
| 1952 | Otto Daiker (NSU-Rennfox)     | Hein Thorn Prikker (Moto Guzzi)  | Roland Schnell (Horex)    | Rudi Knees (Norton)     |
| 1953 | Werner Haas (NSU-Rennfox)     | Werner Haas (NSU-Rennmax)        | Siegfried Wünsche (DKW)   | Georg Meier (BMW)       |
| 1954 | Werner Haas (NSU-Rennfox)     | Werner Haas (NSU-Rennmax)        | Hermann Paul Müller (NSU) | Walter Zeller (BMW)     |
| 1955 | Karl Lottes (MV Agusta)       | Hans Baltisberger (NSU-Sportmax) | August Hobl (DKW)         | Walter Zeller (BMW)     |
| 1956 | August Hobl (DKW)             | Hans Baltisberger (NSU-Sportmax) | August Hobl (DKW)         | Ernst Riedelbauch (BMW) |
| 1957 | Karl Lottes (DKW)             | Horst Kassner (NSU)              | Helmut Hallmeier (NSU)    | Ernst Hiller (BMW)      |
| 1958 | Hubert Luttenberger (Mondial) | Dieter Falk (Adler)              | Karl Hoppe (A.J.S.)       | Ernst Hiller (BMW)      |
| 1959 | Willi Scheidhauer (Ducati)    | Horst Kassner (NSU)              | Horst Kassner (Norton)    | Ernst Hiller (BMW)      |
| 1960 | Willi Scheidhauer (Ducati)    | Heiner Butz (NSU)                | Hans Pesl (Norton)        | Rudolf Gläser (Norton)  |
| 1961 | Willi Scheidhauer (Ducati)    | Horst Kassner (NSU)              | Karl Hoppe (A.J.S.)       | Hans-Günter Jäger (BMW) |

#### 1962-2015
| Anno | 50 cm³                          | 125 cm³                        | 250 cm³                      | 350 cm³                      | 500 cm³                      |
| ---- | ------------------------------- | ------------------------------ | ---------------------------- | ---------------------------- | ---------------------------- |
| 1962 | Hans-Georg Anscheidt (Kreidler) | Peter Eser (Bultaco)           | Günter Beer (Honda)          | Andreas Klaus (Norton)       | Ernst Hiller (BMW)           |
| 1963 | Hans-Georg Anscheidt (Kreidler) | Walter Scheimann (Honda)       | Günter Beer (Honda)          | Andreas Klaus (Norton)       | Walter Scheimann (Norton)    |
| 1964 | Hans-Georg Anscheidt (Kreidler) | Walter Scheimann (Honda)       | Günter Beer (Honda)          | Heiner Butz (Norton)         | Walter Scheimann (Norton)    |
| 1965 | Hans-Georg Anscheidt (Kreidler) | Ernst Degner (Suzuki)          | Günter Beer (Honda)          | Karl Hoppe (A.J.S.)          | Karl Hoppe (Matchless)       |
| 1966 | Hans-Georg Anscheidt (Suzuki)   | Hans-Georg Anscheidt (Suzuki)  | Günter Beer (Honda)          | Karl Hoppe (A.J.S.)          | Karl Hoppe (Matchless)       |
| 1967 | Hans-Georg Anscheidt (Suzuki)   | Hans-Georg Anscheidt (Suzuki)  | Rolf Wintermayer (Bultaco)   | Dieter Braun (Aermacchi)     | Walter Scheimann (Norton)    |
| 1968 | Hans-Georg Anscheidt (Suzuki)   | Dieter Braun (MZ)              | Lothar John (Yamaha)         | Gerhard Heukerott (Honda)    | Heinrich Rosenbusch (Norton) |
| 1969 | Ludwig Faßbender (Kreidler)     | Dieter Braun (MZ)              | Lothar John (Yamaha)         | Walter Sommer (Yamaha)       | Karl Hoppe (Norton)          |
| 1970 | Rudolf Kunz (Kreidler)          | Siegfried Möhringer (Maico)    | Klaus Huber (Yamaha)         | Karl Hoppe (Yamaha)          | Ernst Hiller (Kawasaki)      |
| 1971 | Rudolf Kunz (Kreidler)          | Gerd Bender (Maico)            | Walter Sommer (Yamaha)       | Walter Sommer (Yamaha)       | Hans-Otto Butenuth (BMW)     |
| 1972 | Gerhard Thurow (Kreidler)       | Gerd Bender (Maico)            | Günter Fischer (Yamaha)      | Peter Stocksiefen (Yamaha)   | Ernst Hiller (Kawasaki)      |
| 1973 | Gerhard Thurow (Kreidler)       | Paul Eickelberg (Maico)        | Dieter Braun (Yamaha)        | Klaus Huber (Yamaha)         | Georg Pohlmann (Yamaha)      |
| 1974 | Ingo Emmerich (Kreidler)        | Fritz Reitmeier (Maico)        | Horst Lahfeld (Yamaha)       | Dieter Braun (Yamaha)        | Helmut Kassner (Yamaha)      |
| 1975 | Rudolf Kunz (Kreidler)          | Fritz Reitmeier (Maico)        | Harald Merkl (Yamaha)        | Helmut Kassner (Yamaha)      | Helmut Kassner (Yamaha)      |
| 1976 | Rudolf Kunz (Kreidler)          | Walter Koschine (Maico)        | Hans Schweiger (Yapol)       | Horst Pleyer (Yamaha)        | Helmut Kassner (Suzuki)      |
| 1977 | Wolfgang Müller (Kreidler)      | Bernd Schneider (Bender)       | Josef Hage (Yapol)           | Anton Mang (Yamaha)          | Helmut Kassner (Yamaha)      |
| 1978 | Reiner Scheidhauer (Kreidler)   | Walter Koschine (Morbidelli)   | Reinhold Roth (Yamaha)       | Anton Mang (Kawasaki)        | Jürgen Steiner (Suzuki)      |
| 1979 | Hagen Klein (Hess Special)      | Alfred Waibel (Morbidelli)     | Anton Mang (Kawasaki)        | Anton Mang (Kawasaki)        | Gustav Reiner (Suzuki)       |
| 1980 | Wolfgang Müller (Protos)        | Gerd Bender (Bender)           | Roland Kopf (Yamaha)         | Walter Hoffmann (Yamaha)     | Josef Hage (Suzuki)          |
| 1981 | Hagen Klein (Kreidler)          | Alfred Waibe (Waibel Spezial)  | Martin Wimmer (Yamaha)       | Martin Wimmer (Yamaha)       | Josef Hage (Yamaha)          |
| 1982 | Gerhard Bauer (Kreidler)        | Hubert Abold (Bender)          | Manfred Herweh (Yamaha)      | Manfred Herweh (Yamaha)      | Reinhold Roth (Suzuki)       |
| Anno | 80 cm³                          | 125 cm³                        | 250 cm³                      | 350 cm³                      | 500 cm³                      |
| 1983 | Gerhard Waibel (Seel)           | Gerhard Waibel (MBA)           | Reinhold Roth (Yamaha)       | Bodo Schmidt (Yamaha)        | Ernst Gschwender (Suzuki)    |
| 1984 | Gerhard Waibel (Seel)           | Gerhard Waibel (Real)          | Martin Wimmer (Yamaha)       | Herbert Besendörfer (Yamaha) | Reinhold Roth (Honda)        |
| 1985 | Stefan Prein (Casal)            | Alfred Waibel (Waibel-Special) | Martin Wimmer (Yamaha)       | Herbert Besendörfer (Yamaha) | Manfred Fischer (Honda)      |
| 1986 | Gerhard Waibel (Krauser)        | Alfred Waibel (Real)           | Reinhold Roth (Honda)        | Herbert Besendörfer (Yamaha) | Gustav Reiner (Honda)        |
| 1987 | Michael Gschwander (Casal)      | Alfred Waibel (Waibel-Special) | Jochen Schmid (Honda)        | Reiner Gerwin (Yamaha)       | Gustav Reiner (Honda)        |
| 1988 | Reiner Scheidhauer (Seel)       | Alfred Waibel (Honda)          | Jochen Schmid (Honda)        |                              | Manfred Fischer (Honda)      |
| 1989 | Jörg Seel (Seel)                | Stefan Prein (Honda)           | Hans Becker (Yamaha)         |                              | Michael Rudroff (Honda)      |
| 1990 | Stefan Kurfiss (Krauser)        | Dirk Raudies (Honda)           | Harald Eckl (Aprilia)        |                              | Martin Trösch (Honda)        |
| 1991 |                                 | Oliver Koch (Honda)            | Harald Eckl (Aprilia)        |                              | Michael Rudroff (Honda)      |
| 1992 |                                 | Stefan Kurfiss (Honda)         | Bernd Kassner (Aprilia)      |                              | Manfred Erhardt (Honda)      |
| 1993 |                                 | Manfred Geissler (Aprilia)     | Adi Stadler (Honda)          |                              | Niggi Schmassmann (Honda)    |
| 1994 |                                 | Stefan Kurfiss (Honda)         | Jürgen Fuchs (Honda)         |                              | Rolf Aljes (Honda)           |
| 1995 |                                 | Maik Stief (Honda)             | Peter Koller (Honda)         |                              | Niggi Schmassmann (Honda)    |
| 1996 |                                 | Christian Kellner (Honda)      | Michael Schulten (Rotax)     |                              | Niggi Schmassmann (Honda)    |
| 1997 |                                 | Maik Stief (Honda)             | Markus Ober (Honda)          |                              | Niggi Schmassmann (Honda)    |
| 1998 |                                 | Reinhard Stolz (Honda)         | Alex Hofmann (Honda)         |                              | Hans-Jürgen Brikey (Yamaha)  |
| 1999 |                                 | Dirk Reissmann (Honda)         | Mike Baldinger (Honda)       |                              | Jörg Schöllhorn (Yamaha)     |
| 2000 |                                 | Jarno Müller (Honda)           | Matthias Neukirchen (Yamaha) |                              |                              |
| 2001 |                                 | Claudius Klein (Honda)         | Matthias Neukirchen (Yamaha) |                              |                              |
| 2002 |                                 | Péter Lénart (Honda)           | Christian Gemmel (Honda)     |                              |                              |
| 2003 |                                 | Dario Giuseppetti (Honda)      |                              |                              |                              |
| 2004 |                                 | Michael Ranseder (KTM)         |                              |                              |                              |
| 2005 |                                 | Stefan Bradl (KTM)             |                              |                              |                              |
| 2006 |                                 | Robin Lässer (KTM)             |                              |                              |                              |
| 2007 |                                 | Georg Fröhlich (Honda)         |                              |                              |                              |
| 2008 |                                 | Marcel Schrötter (Honda)       |                              |                              |                              |
| 2009 |                                 | Marcel Schrötter (Honda)       |                              |                              |                              |
| 2010 |                                 | Luca Grünwald (Seel)           |                              |                              |                              |
| 2011 |                                 | Jack Miller (Aprilia)          |                              |                              |                              |
| Anno |                                 | 125 cm³                        | Moto3                        |                              |                              |
| 2012 |                                 | Florian Alt (KTM)              | Luca Grünwald (Honda)        |                              |                              |
| 2013 |                                 |                                | Maximilian Kappler (Honda)   |                              |                              |
| Anno |                                 | Moto3 Standard                 | Moto3 GP                     |                              |                              |
| 2015 |                                 | Tim Georgi (Honda)             | Jonas Geitner (KTM)          |                              |                              |

### Derivate di Serie

#### 1983-presente
| Anno | Superbike                  | Supersport                    | Superstock 1000             |                           |
| ---- | -------------------------- | ----------------------------- | --------------------------- | ------------------------- |
| 1983 | Peter Rubatto (Kawasaki)   |                               |                             |                           |
| 1984 | Peter Rubatto (Kawasaki)   |                               |                             |                           |
| 1985 | Andreas Hofmann (Kawasaki) |                               |                             |                           |
| 1986 | Michael Galinski (Yamaha)  |                               |                             |                           |
| 1987 | Ernst Gschwender (Suzuki)  |                               |                             |                           |
| 1988 | Ernst Gschwender (Honda)   |                               |                             |                           |
| 1989 | Andreas Hofmann (Honda)    |                               |                             |                           |
| 1990 | Andreas Hofmann (Honda)    |                               |                             |                           |
| 1991 | Udo Mark (Ducati)          |                               |                             |                           |
| 1992 | Edwin Weibel (Ducati)      | Gerhard Lindner               |                             |                           |
| 1993 | Edwin Weibel (Ducati)      | Stefan Scheschowitsch         |                             |                           |
| 1994 | Udo Mark (Ducati)          | Herbert Kaufmann              |                             |                           |
| 1995 | Jochen Schmid (Kawasaki)   | Thomas Körner (Ducati)        |                             |                           |
| 1996 | Christer Lindholm (Ducati) | Bernhard Schick (Ducati)      |                             |                           |
| 1997 | Christer Lindholm (Yamaha) | Jörg Teuchert (Yamaha)        |                             |                           |
| 1998 | Andreas Meklau (Ducati)    | Jörg Teuchert (Yamaha)        |                             |                           |
| 1999 | Christer Lindholm (Yamaha) | Markus Barth (Suzuki)         |                             |                           |
| 2000 | Paul Leuthard (Kawasaki)   | Herbert Kaufmann (Suzuki)     | Claus Ehrenberger (Suzuki)  |                           |
| 2001 | Marjan Malec (Ducati)      | Michael Schulten (Yamaha)     | Claus Ehrenberger (Suzuki)  |                           |
| 2002 | Non assegnato              | Michael Schulten (Yamaha)     | Stefan Nebel (Suzuki)       |                           |
| 2003 | Stefan Nebel (Suzuki)      | Michael Schulten (Honda)      |                             |                           |
| 2004 | Michael Schulten (Honda)   | Werner Daemen (Honda)         |                             |                           |
| 2005 | Stefan Nebel (Yamaha)      | Kai Borre Andersen (Kawasaki) |                             |                           |
| 2006 | Jörg Teuchert (Yamaha)     | Arne Tode (Honda)             |                             |                           |
| 2007 | Martin Bauer (Honda)       | Sebastien Diss (Kawasaki)     |                             |                           |
| 2008 | Martin Bauer (Honda)       | Arne Tode (Triumph)           |                             |                           |
| 2009 | Jörg Teuchert (Yamaha)     | Sascha Hommel (Honda)         |                             |                           |
| 2010 | Karl Muggeridge (Honda)    | Damian Cudlin (Yamaha)        |                             |                           |
| 2011 | Martin Bauer (KTM)         | Jesco Günther (Yamaha)        |                             |                           |
| 2012 | Erwan Nigon (BMW)          | Tatu Lauslehto (Yamaha)       |                             |                           |
| 2013 | Markus Reiterberger (BMW)  | Kevin Wahr (Yamaha)           | Bastien Mackels (BMW)       |                           |
| 2014 | Javier Forés (Ducati)      | Marvin Fritz (Yamaha)         | Marco Nekvasil (BMW)        |                           |
| 2015 | Markus Reiterberger (BMW)  | Jan Bühn (Yamaha)             | Mathieu Gines (BMW)         |                           |
| 2016 | Marvin Fritz (Yamaha)      | Bryan Schouten (Yamaha)       | Danny de Boer (Yamaha)      |                           |
| Anno | Superbike                  | Supersport                    | Supersport 300              |                           |
| 2017 | Markus Reiterberger (BMW)  | Thomas Gradinger (Yamaha)     | Jan-Ole Jähnig (Yamaha)     |                           |
| Anno | Superbike                  | Supersport                    | Supersport 300              | Superstock 600            |
| 2018 | Ilya Mikhalchik (BMW)      | Max Enderlein (Yamaha)        | Toni Erhard (KTM)           | Marco Fetz (Yamaha)       |
| 2019 | Ilya Mikhalchik (BMW)      | Max Enderlein (Yamaha)        | Angelo Licciardi (Kawasaki) | Stefan Ströhlein (Yamaha) |
| 2020 | Jonas Folger (Yamaha)      | Luca Grünwald (Kawasaki)      | Lennox Lehmann (KTM)        | Paul Fröde (Honda)        |
| 2021 | Ilya Mikhalchik (BMW)      | Patrick Hobelsberger (Yamaha) | Lennox Lehmann (KTM)        | Noah Lequeux (Yamaha)     |
| 2022 | Markus Reiterberger (BMW)  | Max Enderlein (Yamaha)        | Marvin Siebdrath (Kawasaki) |                           |
| 2023 | Florian Alt (Honda)        | Melvin van der Voort (Yamaha) | Iñigo Iglesias (Kawasaki)   |                           |
| 2024 | Ilya Mikhalchik (BMW)      | Andreas Kofler (Yamaha)       | Oliver Svendesen (KTM)      |                           |